# Norman House

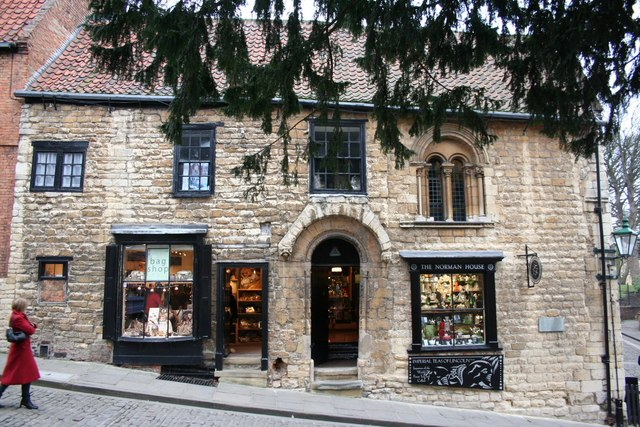
La maison normande.

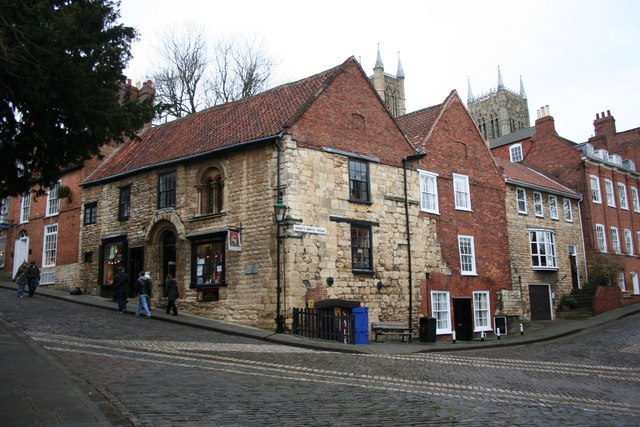
La maison normande.

La maison normande (Norman House en anglais) est une demeure sise 46-47 rue Steep Hill et 7 Christs Hospital Terrace à Lincoln. Ce bâtiment historique est un exemple d’architecture normande domestique. 
L’architecture de la maison normande suggère une date de construction entre 1170 et 1180,.
Cette bâtisse fut connue pendant de nombreuses années sous le nom de « maison du Juif Aaron ». Elle apparaît comme telle dans de nombreuses références, car on pense qu’elle a été la résidence d’Aaron de Lincoln (-1186), qui était à l’époque le plus grand financier juif d’Angleterre.
Cette maison est une boutique depuis de nombreuses années et abrite actuellement une société d’importateurs de thé.
Elle ne devrait pas être confondue avec la Jew's House (Maison du Juif) dans la même ville.